# 兵庫県立神戸聴覚特別支援学校
兵庫県立神戸聴覚特別支援学校（ひょうごけんりつ こうべ ちょうかくとくべつしえんがっこう）は、兵庫県神戸市垂水区福田1丁目にある県立特別支援学校。聴覚障害がある児童・生徒を教育対象とする。

## 寄宿舎
- 兵庫県神戸市垂水区大町4丁目6番5号

## 設置学部
- 保育相談部
- 幼稚部
- 小学部
- 中学部
- 高等部（本科・専攻科）

## 歴史
- 1931年（昭和6年）
  - 3月19日 - 兵庫県立聾唖学校の設立が認可される。
  - 3月30日 - 兵庫県令第22号により本校学則公布。31日に学校長認定。
  - 4月8日 - 鵯越尋常小学校を仮校舎として開校。
  - 8月30日 - 現在地[要出典]に校舎ができる。31日に仮校舎より移転。
- 1932年（昭和7年）5月8日 - 寄宿舎完成。
- 1945年（昭和20年）
  - 6月5日 - 戦災による校舎設備などの一切を焼失。兵庫県立盲学校の一部を仮校舎とする。
  - 8月30日 - 兵庫区湊川町10丁目21番地に移転。
- 1948年（昭和23年）9月1日 - 兵庫県立神戸聾学校に校名を変更。
- 1951年（昭和26年）1月18日 - 復旧工事が進む元の校舎で一部生徒の授業を開始。
- 1953年（昭和28年）夏頃 - 校章が現在のものに制定。
- 1956年（昭和31年）8月18日 - 校舎復興工事完了。
- 1960年（昭和35年）10月19日 - 小学部低学年が湊川校舎より現在地に移転。
- 1967年（昭和42年）6月1日 - 住居表示が垂水区福田1丁目3番1号と変更。寄宿舎・小学部棟は垂水区大町となる。
- 1981年（昭和56年）11月1日 - 校歌制定。創立50周年記念式典を挙行。
- 2001年（平成13年）11月20日 - 創立70周年記念式典を挙行。校訓制定。
- 2007年（平成19年）4月1日 - 兵庫県立神戸聴覚特別支援学校に校名を変更。